# China Open 2017
China Open 2017 byl společný tenisový turnaj mužského okruhu ATP World Tour a ženského okruhu WTA Tour, hraný v Národním tenisovém centru na otevřených dvorcích s tvrdým povrchem DecoTurf. Probíhal mezi 1. až 9. říjnem 2017 v čínské metropoli Pekingu jako devatenáctý ročník mužského a dvacátý první ročník ženského turnaje.
Mužská polovina se řadila do čtvrté nejvyšší kategorie okruhu ATP World Tour 500 a její dotace činila 4 089 265 dolarů. Ženská část měla rozpočet 7 027 063 dolarů, a po Grand Slamu a Turnaji mistryň, byla součástí třetí nejvyšší úrovně okruhu WTA Premier Mandatory.
Nejvýše nasazenými hráči v singlových soutěžích se stali španělské světové jedničky Rafael Nadal a Garbiñe Muguruzaová. Posledním přímým účastníkem v mužské dvouhře byl gruzínský  60. hráč žebříčku Nikoloz Basilašvili a v ženské části pak americká tenistka Shelby Rogersová.
Šestou sezónní a sedmdesátou pátou kariérní singlovou trofej na okruhu ATP Tour vyhrála španělská světová jednička Rafael Nadal.Páté turnajové vítězství z dvouhry okruhu WTA Tour a druhé v řadě vybojovala Francouzka Caroline Garciaová, jíž bodový zisk poprvé v kariéře posunul do elitní světové desítky žebříčku WTA na 9. místo. Osmý titul z mužského deblu si odvezl finsko-australský pár Henri Kontinen a John Peers, jenž navýšil aktivní finálovou bilanci na 8–1. Devátou společnou trofej z ženské čtyřhry si připsal nejlepší světový tchajwansko-švýcarský pár Čan Jung-žan a Martina Hingisová, jehož členky prodloužily sérii neporazitelnosti na osmnáct utkání.

## Distribuce bodů a finančních odměn

### Distribuce bodů
| Soutěž       | vítězové | finalisté | semifinalisté | čtvrtfinalisté | 16 v kole | 32 v kole | 64 v kole | Q  | Q2 | Q1 |
| ------------ | -------- | --------- | ------------- | -------------- | --------- | --------- | --------- | -- | -- | -- |
| dvouhra mužů | 500      | 300       | 180           | 90             | 45        | 0         | —         | 20 | 10 | 0  |
| čtyřhra mužů | 500      | 300       | 180           | 90             | 0         | —         | —         | —  | —  |    |
| dvouhra žen  | 1000     | 650       | 390           | 215            | 120       | 65        | 10        | 30 | 20 | 2  |
| čtyřhra žen  | 1000     | 650       | 390           | 215            | 120       | 10        | —         | —  | —  | —  |

### Finanční odměny
| Soutěž       | vítězové   | finalisté | semifinalisté | čtvrtfinalisté | 16 v kole | 32 v kole | 64 v kole | Q2     | Q1     |
| ------------ | ---------- | --------- | ------------- | -------------- | --------- | --------- | --------- | ------ | ------ |
| dvouhra mužů | $678 600   | $332 685  | $167 400      | $85 135        | $44 215   | $23 320   | —         | $5 160 | $2 630 |
| čtyřhra mužů | $204 320   | $100 030  | $50 180       | $25 750        | $13 310   | —         | —         | —      | —      |
| dvouhra žen  | $1 271 525 | $636 300  | $310 455      | $149 138       | $71 774   | $34 744   | $19 960   | $5 315 | $3 090 |
| čtyřhra žen  | $430 180   | $215 865  | $96 100       | $44 354        | $20 700   | $9 615    | —         | —      | —      |

## Dvouhra mužů

### Nasazení
| Stát                         | Hráč                  | ATP | Nasazení |
| ---------------------------- | --------------------- | --- | -------- |
| Španělsko                    | Rafael Nadal          | 1.  | 1.       |
| Německo                      | Alexander Zverev      | 4.  | 2.       |
| Bulharsko                    | Grigor Dimitrov       | 8.  | 3.       |
| Španělsko                    | Pablo Carreño Busta   | 10. | 4.       |
| Španělsko                    | Roberto Bautista Agut | 13. | 5.       |
| USA                          | John Isner            | 17. | 6.       |
| Česko                        | Tomáš Berdych         | 19. | 7.       |
| Austrálie                    | Nick Kyrgios          | 20. | 8.       |
| Žebříček ATP k 25. září 2017 |                       |     |          |

### Jiné formy účasti
Následující hráčí obdrželi divokou kartu do hlavní soutěže:
- Juan Martín del Potro
- Wu Ti
- Čang Ce

Následující hráč obdržel zvláštní výjimku:
- Damir Džumhur

Následující hráči postoupili z kvalifikace:
- Steve Darcis
- Marcel Granollers
- Malek Džazírí
- Dušan Lajović

### Odhlášení
před zahájením turnaje
- David Ferrer → nahradil jej  Leonardo Mayer
- Philipp Kohlschreiber → nahradil jej  Andrej Rubljov
- Andy Murray → nahradil jej  Jared Donaldson
- Jo-Wilfried Tsonga → nahradil jej  Jan-Lennard Struff

### Skrečování
- Aljaž Bedene
- Steve Darcis

## Mužská čtyřhra

### Nasazení
| Stát                                                                    | Hráč           | Stát       | Hráč         | ATP | Nasazení |
| ----------------------------------------------------------------------- | -------------- | ---------- | ------------ | --- | -------- |
| Finsko                                                                  | Henri Kontinen | Austrálie  | John Peers   | 3.  | 1.       |
| Polsko                                                                  | Łukasz Kubot   | Brazílie   | Marcelo Melo | 7.  | 2.       |
| Rakousko                                                                | Oliver Marach  | Chorvatsko | Mate Pavić   | 39. | 3.       |
| Indie                                                                   | Rohan Bopanna  | Uruguay    | Pablo Cuevas | 45. | 4.       |
| Žebříček ATP k 25. září 2017; číslo je součtem umístění obou členů páru |                |            |              |     |          |

### Jiné formy účasti
Následující páry obdržely divokou kartu do hlavní soutěže:
- Juan Martín del Potro /  Leonardo Mayer
- Kung Mao-sin /  Čang Ce

Následující pár postoupil z kvalifikace:
- Wesley Koolhof /  Artem Sitak

## Ženská dvouhra

### Nasazení
| Stát                         | Hráčka                 | WTA | Nasazení |
| ---------------------------- | ---------------------- | --- | -------- |
| Španělsko                    | Garbiñe Muguruzaová    | 1.  | 1.       |
| Rumunsko                     | Simona Halepová        | 2.  | 2.       |
| Ukrajina                     | Elina Svitolinová      | 3.  | 3.       |
| Česko                        | Karolína Plíšková      | 4.  | 4.       |
| Dánsko                       | Caroline Wozniacká     | 6.  | 5.       |
| Spojené království           | Johanna Kontaová       | 7.  | 6.       |
| Rusko                        | Světlana Kuzněcovová   | 8.  | 7.       |
| Slovensko                    | Dominika Cibulková     | 9.  | 8.       |
| Lotyšsko                     | Jeļena Ostapenková     | 10. | 9.       |
| Německo                      | Angelique Kerberová    | 12. | 10.      |
| Polsko                       | Agnieszka Radwańská    | 13. | 11.      |
| Česko                        | Petra Kvitová          | 14. | 12.      |
| Francie                      | Kristina Mladenovicová | 15. | 13.      |
| USA                          | Coco Vandewegheová     | 16. | 14.      |
| USA                          | Sloane Stephensová     | 17. | 15.      |
| Lotyšsko                     | Anastasija Sevastovová | 18. | 16.      |
| Žebříček WTA k 25. září 2017 |                        |     |          |

### Jiné formy účasti
Následující hráčky obdržely divokou kartu do hlavní soutěže:
- Eugenie Bouchardová
- Tuan Jing-jing
- Maria Šarapovová
- Wang Ja-fan
- Ču Lin

Následující hráčka uplatnila do hlavní soutěže žebříčkovou ochranu:
- Sloane Stephensová

Následující hráčky postoupily z kvalifikace:
- Lara Arruabarrenová
- Jennifer Bradyová
- Madison Brengleová
- Varvara Lepčenková
- Magda Linetteová
- Christina McHaleová
- Andrea Petkovicová
- Carina Witthöftová

### Odhlášení
před zahájením turnaje
- Timea Bacsinszká → nahradila ji  Donna Vekićová
- Catherine Bellisová → nahradila ji  Wang Čchiang
- Océane Dodinová → nahradila ji  Monica Niculescuová
- Madison Keysová → nahradila ji  Shelby Rogersová
- Ana Konjuhová → nahradila ji  Julia Putincevová
- Mirjana Lučićová Baroniová → nahradila ji  Alison Riskeová
- Lucie Šafářová → nahradila ji  Sorana Cîrsteaová
- Roberta Vinciová → nahradila ji  Natalja Vichljancevová
- Serena Williamsová → nahradila ji  Alizé Cornetová
- Venus Williamsová → nahradila ji  Mona Barthelová

### Skrečování
- Magda Linetteová
- Garbiñe Muguruzaová
- Pcheng Šuaj
- Magdaléna Rybáriková
- Coco Vandewegheová

## Ženská čtyřhra

### Nasazení
| Stát                                                                    | Hráčka                 | Stát      | Hráčka            | WTA | Nasazení |
| ----------------------------------------------------------------------- | ---------------------- | --------- | ----------------- | --- | -------- |
| Čínská Tchaj-pej                                                        | Čan Jung-žan           | Švýcarsko | Martina Hingisová | 3.  | 1.       |
| Rusko                                                                   | Jekatěrina Makarovová  | Rusko     | Jelena Vesninová  | 10. | 2.       |
| Indie                                                                   | Sania Mirzaová         | Čína      | Pcheng Šuaj       | 17. | 3.       |
| Maďarsko                                                                | Tímea Babosová         | Česko     | Andrea Hlaváčková | 24. | 4.       |
| Česko                                                                   | Kateřina Siniaková     | Česko     | Barbora Strýcová  | 25. | 5.       |
| Austrálie                                                               | Ashleigh Bartyová      | Austrálie | Casey Dellacquová | 28. | 6.       |
| Kanada                                                                  | Gabriela Dabrowská     | Čína      | Sü I-fan          | 37. | 7.       |
| Německo                                                                 | Anna-Lena Grönefeldová | Česko     | Květa Peschkeová  | 42. | 8.       |
| Žebříček WTA k 25. září 2017; číslo je součtem umístění obou členů páru |                        |           |                   |     |          |

### Jiné formy účasti
Následující páry obdržely divokou kartu do hlavní soutěže:
- Chan Sin-jün /  Liang Čchen
- Wang Čchiang /  Wang Ja-fan

Následující pár nastoupil do čtyřhry z pozice náhradníka:
- Lauren Davisová /  Alison Riskeová

### Odhlášení
před zahájením turnaje
- Kristina Mladenovicová

## Přehled finále

### Mužská dvouhra
- Rafael Nadal vs.  Nick Kyrgios, 6–2, 6–1

### Ženská dvouhra
- Caroline Garciaová vs.  Simona Halepová, 6–4, 7–6(7–3)

### Mužská čtyřhra
- Henri Kontinen /  John Peers vs.  John Isner /  Jack Sock, 6–3, 3–6, [10–7]

### Ženská čtyřhra
- Čan Jung-žan /  Martina Hingisová vs.  Tímea Babosová /  Andrea Hlaváčková, 6–1, 6–4